# Juan Camacho del Fresno
Juan Camacho del Fresno, nascido a 24 de julho de 1995 em Moral de Calatrava, é um ciclista espanhol membro da equipa Kometa Cycling Team. Tem sido convocado pela seleccion espanhola sub-23 em várias ocasiões para disputar carreiras como a ZLM Tour ou o Tour de Flandres sub-23.

## Palmarés
- Ainda não tem conseguido nenhuma vitória como profissional